# Fuori (2025)
Fuori (em tradução livre: Fora) é um futuro filme franco-italiano de drama biografico dirigido e corroteirizado por Mario Martone baseado no romance de 1983 L'università di Rebibbia de Goliarda Sapienza. O filme terá sua estreia mundial como parte da mostra competitiva do Festival de Cannes 2025, concorrendo a Palma de Ouro.

## Sinopse
Em Roma, na decada de 1980, a escritora Goliarda Sapienza é presa por roubo e conhece duas jovens detentas na prisão. Após a libertação, as três mulheres criam um vínculo profundo. 

## Elenco
- Valeria Golino as Goliarda Sapienza

- Matilda De Angelis as Roberta
- Elodie as Barbara
- Corrado Fortuna
- Stefano Dionisi
- Antonio Gerardi
- Francesco Gheghi

## Produção
Em março de 2024, o diretor Mario Martone anuciou que seu proximo filme abortaria Goliarda Sapienza. As filmagens começaram em julho de 2024 na capital italiana.

## Lançamento
Os direitos de distribuição na italia foram vendidas para 01 Distribution, a Goodfellas assumiu as vendas internacionais no Festival de Berlim.  Em abril de 2025, o filme foi anuciado no Festival de Cannes 2025, fazendo parte da competição.